# Globex Holding
A Globex Holding egy pénzügyi és ingatlanfejlesztő vállalkozásokat tömörítő cégcsoport volt, amely az 1990-es években luxusingatlanok építésével és értékesítésével foglalkozott. A végül hibásnak bizonyult üzleti modellel dolgozó cégcsoport elsősorban a jól menő cég látszatának fenntartásával igyekezett megőrizni a közbizalmat, miközben féllegális és törvénytelen pénzügyi manőverekhez folyamodott, majd az 1990-es évek végén botrányos körülmények között csődbe ment.

## Történet

### A Globex Holding indulása
A cégcsoport központi elemeként szolgáló vállalkozást még a politikai rendszerváltozást megelőzően, 1989-ben hozta létre érdi központtal a nyugatnémet gazdasági kapcsolatokkal rendelkező Vajda László. Vajda vállalkozási tapasztalattal rendelkező német üzlettársakat is Magyarországra csábított. A Globex Tervező és Beruházó Kft 11,9 millió forintos tőkével indult, ám a cég értékét Vajda László és üzlettársai – legalábbis papíron – a következő két évben folyamatosan emelték. A vállalkozás kezdeti időszakában egy felfutás előtt álló piacra igyekezett betörni. A rendszerváltás utáni gyors gazdasági fellendülésben reménykedve arra számítottak, hogy az országba költöző nyugati üzletemberek, és a kiépülő magyar gazdasági elit körében hamarosan nagy lesz a kereslet a magas nívót képviselő luxusingatlanokra. A Globex vezetői nem csak személyes jó kapcsolatot akartak kiépíteni a megcélzott ügyfélkörrel, de igyekeztek őket el is kápráztatni; a cég nagyszabású estélyeket rendezett a saját vendégházában, 1993-ban egy exkluzív irodaházba költöztek a Királyhágó térre, a cégvezetők pedig nyugati luxusautókkal hivalkodtak. Azonban az üzlet csak igen nehezen akart elindulni, vállalkozásnak már első üzletei után komoly pénzügyi problémái akadtak. Működésének első éveiben ugyanis a Globex elsősorban bankoktól szerzett hitelekből finanszírozta ingatlanfejlesztői tevékenységét, ám az elkészült lakások nem keltek el olyan gyorsan, mint ahogy a hitelek visszafizetésének ideje elérkezett. A lakások nehéz értékesítésének oka a gazdaság mélyrepülése és az elhibázott üzleti stratégia volt. A Globex egy összegben kérte a lakás ellenértékét, a négyzetméterre számított vételár pedig az azonos kategóriájú lakások piaci árának kétszerese-háromszorosa volt. Ráadásul a lakásokhoz a Globex további szolgáltatásokat is társított (kertész, biztonsági őr, karbantartó), amelyek nem csak a lakások árát, de üzemeltetési költségeit is a versenytársak árai fölé emelték. A lakások értékesítése így a tervezett időnek akár négyszerese is lehetett, miközben a hitelek törlesztési ideje elkezdődött. A Globex vállalatcsoport működését már tevékenységének első periódusában pénzzavarok jellemezték.

### Tőkegyűjtés, befektetés, eladósodás
A Globex a bankhitelek jelentette csapdából egy Magyarországon újszerűnek számító lépéssel akart kitörni. Úgy határoztak, hogy ingatlanfejlesztői tevékenységüket nem bankhitelekből, hanem egy új, pénzpiaci termékeket kínáló cég szolgáltatásából finanszírozzák. Ezért 1993 októberében megalapították a Globex Brókerház Rt-t, amelyet a Globex tevékenységét korábban már hitelekkel kisegítő izraeli Leumi Banktól érkezett Vellai Györgyi vezetett. Vellai és a szintén Leumitól érkező Zvi Hoffmann vezetésével kezdte meg Globex a Rezidencia befektetési jegyek értékesítését. A befektetési jegyek értékesítésére a vidéki takarékszövetkezetekkel kötöttek szerződét, a jegyekből beáramló tőke egy csapásra megoldani látszott a cégcsoport pénzügyi zavarait. A Globex törlesztette a bankokkal szembeni korábbi hiteladósságait és látványos piaci terjeszkedésbe kezdett. A cégcsoport sikeresen szerezte meg a csődbe ment Lupis Brókerház ingatlanfedezetű követeléseit, tucatjával építési telkeket Mátyásföldön, 1995-ben pedig – ismét csak adminisztratív eszközökkel – hatalmas tőkeemelést hajtottak végre a cégcsoportnál. 1996-ban a cégcsoport kibocsátotta első kötvényét, amely a Globex '98 nevet kapta. A kötvénykibocsátás hatalmas sikert hozott, egy milliárd forint érkezett a cégcsoporthoz. A Globex tovább terjeszkedett: megalapította németországi leányvállalatát, hozzálátott sajtóbirodalmának felépítéséhez, kilenc óriásbefektetés előkészítéséhez láttak hozzá, amelyekből 2000-ig 30 milliárd forint bevételt reméltek. Ezek között olyan emblematikus fejlesztések szerepeltek, mint a kőszegi Panoráma Hotel felújítása, a rózsadombi SZOT-üdülő luxusszállodává alakítása és egy Parkvárosnak keresztelt új mátyásföldi városrész felépítése.
A Globex újabb pénzügyi zavarai 1996-tól kezdődtek, amikor a társaság nem fizetett hozamot az értékesített Rezidencia befektetési jegyek után. Jelzésértékű volt, hogy a problémákra folyamatosan figyelmeztető könyvvizsgálócég 1997-ben nem volt hajlandó hitelesíteni a vállalatcsoport 1996-os beszámolóit és egy ingerült hangvitelű értekezlet után szerződést bontott a Globex-szel. 1997-ben a Globex kénytelen volt elhagyni a Királyhágó téri cégközpontot, miután az irodaház tulajdonosa kiutasította a vállalkozást az épületből. A szerződésbontás oka az a 77 millió forintra rúgó bérleti díjtartozás volt, amelyet a Globex addig fölhalmozott és azután sem törlesztett. A Globex ekkor egy még elegánsabb helyre költözött, bérbe vette a pesti belvárosban álló Gerbeaud-házat. Az egyre növekvő rossz híre már ide is elkísérte a Globex-et. A Gerbeaud-hár tulajdonosa csak azután döntött a Globex befogadása mellett, hogy a cég bankgaranciát mutatott fel. Az ingatlanüzletben erre az időre már kifejezetten rossz híre volt a Globexnek, a pletykák kifizetetlen építőcégekről és ingatlanközvetítő ügynökségekről szóltak. Az Állami Pénz- és Tőkepiaci Felügyelet (ÁPTF) is felfigyelt a vállalkozás körüli furcsaságokra. A takarékszövetkezetek már 1996 folyamán többször is bepanaszolták a Globexet. A XII. kerületi önkormányzat is jelezte, hogy a Globex nem fizette ki a kútvölgyi közös vállalkozásukba bevitt vagyon hozamát. A jól felépített reklámkampányaival és televízióműsorok szponzorálásával a Globex azonban sokáig azt a látszatot tudta kelteni, hogy Magyarország egyik legerősebb vállalkozása, amely stabil lábakon áll.

### Botrány és összeomlás
A pénzügyi felügyeletet korábban csak kevéssé érdekelték a Globex dolgai, ám a sokasodó panaszok miatt elkezdtek egyre komolyabban figyelni a cégre. 1997-ben a Felügyelet megkezdte a társasággal kapcsolatba került bankok megkeresését. Az érintett bankok mindegyike negatív tapasztalatokról számolt be. Februárban Medgyessy Péter pénzügyminiszter személyesen kérte a Felügyelet elnökét, hogy különösen figyeljenek oda a Globexre. Amikor a társaság 1997 elején engedélyért folyamodott, hogy kibocsátsa Globex 2000 névre keresztelt kötvényeit, akkor a Felügyelet azt elutasította addig, amíg a Globex ki nem fizette a 98-as kötvénysorozat befektetőit. Ennek a társaság felemás módon tett eleget; fizetési haladékot harcolt ki hitelezői zöménél. A 'Globex 2000 kötvénykibocsátása elől így elhárultak az akadályok. A kötvények azonban nem fogytak elég gyors ütemben, a belőlük beáramló tőke elégtelen volt a 98-as kötvényekre ígért 42%-os hozam kifizetésére.
A Globex vezetői ekkor már nem láttak kiutat a cég számára. Az újabb kötvényekből és az ingatlanértékesítésből befolyó nyereséggel képtelenek voltak finanszírozni pénzügyi kötelezettségeiket, a pénzügyi partnerek pedig nem voltak hajlandóak újabb kölcsönök nyújtására. A vállalat megmentésére tett utolsó kísérletük az volt, hogy eltulajdonították és sajátjukként kezelték a vállalatnál elhelyezett befektetői vagyont. Ez azonban nem kerülte el a befektetők figyelmét sem. 1998 augusztusában Sopron város önkormányzata meg kívánt győződni arról, hogy a város által Globexnél 1997-ben befektetésre elhelyezett részvényvagyon biztonságban van-e. A csomag eredetileg állampapírokat és a vállalati részvényeket tartalmazott, ám a Globex a város képviselőinek nem akarta megmutatni az értékpapírokat, pár nappal később pedig a város által megbízott ügyvédi iroda a vagyonnak csak hűlt helyét találta. Egy pár nappal később lefolytatott újabb revízió alkalmával a vagyon értékének töredékét kitevő Globex 2000 kötvényt találtak a számlán, ám az eredeti csomagnak továbbra sem volt nyoma. A soproni vagyonkezelési botrányra felfigyelt a sajtó is és az addig passzív hatóságok is. Szeptember első napjaiban a hatóságok kiszálltak a Globex irodáihoz és elkezdték a nyomozáshoz szükséges dokumentumok lefoglalását. A hírre a Globex befektetéseik megléte után érdeklődő kétségbeesett kisbefektetői rohanták meg az ügyfélszolgálatokat, mindenki számára egyértelművé téve a vállalatcsoport pénzügyi összeomlását. Az ÁPTF szeptemberben feljelentést tett Vellai Györgyi és Vajda László ellen. A Globex működési engedélyét visszavonták, a tőzsde pedig felfüggesztette a Globex Brókerház kereskedési engedélyét.

### Bukás után
A Holding viselt dolgai ügyében nyomozás kezdődött. A sajtó fokozott érdeklődése által kísért nyomozás során kiderült, hogy a Globex-csoport vagyona messze nem fedezi a csoporttal szemben fennálló követeléseket. A cég vezetői nem működtek együtt a nyomozóhatósággal, a vállalat számára fontos papírokat és elektronikus adathordozókat még a nyomozás kezdetén ismeretlen helyre szállították. A Globex vezetői 1998 végén a várható felelősségre vonás elől Németországba szöktek. 1999 januárjában a magyar hatóságok által kiadott nemzetközi elfogatóparancs alapján Münchenben a német rendőrség elfogta Vajda Lászlót és Vellai Györgyit. A két szökött cégvezetőt áprilisban szállították vissza Magyarországra.
A két vezetőn kívül a cég további 10 munkatársa ellen indult bírósági eljárás. Az eljárás méretét jól mutatja, hogy annak kezdetén 177 tanú meghallgatását vette tervbe a bíróság. A 2002-ben elkezdődött bírósági per első rendű vádlottja Vellai Györgyi volt, akit több rendbeli sikkasztással, csalással és magánokirat-hamisítással vádolták meg. Vajda László ellen is csalás és sikkasztás miatt emeltek vádat. Az általuk okozott károkat a per kezdetén 7,2 milliárd forintra becsülték Az elsőfokú eljárás a közvélemény számára meghökkentően enyhe ítélettel zárult: bár a vezetőket 60 rendbeli csalás, továbbá hamisításban és sikkasztásban találta bűnösnek a bíróság, Vellait Györgyit két és fél év börtönre, Vajda Lászlót pedig egy év nyolc hónap börtönre ítélték, társaik többnyire felfüggesztett börtönt kaptak. A másodfokú eljárás során azonban a Budapesti Ítélőtábla sokkal szigorúbb büntetéseket szabott ki, Vellai hat, Vajda 4 év börtönt kapott, a bíró pedig azonnal a börtönbe vitette a bilincsbe vert vezetőket. A másodfokú pert végül 2010-ben megismételték, ekkor Vellai 6, Vajda négy év börtönt kapott.
A Globex felszámolási eljárással 2012-ben szűnt meg. A vállalat által okozott kárból 3 milliárd forintnyi semmilyen formában nem térült meg. Ennek károsultjai többnyire a Globex 2000 kötvényeket jegyző kisbefektetők.

## A Globex épített öröksége
A vállalkozás után számos kész és el nem készült épület maradt hátra Budapesten.
- A rózsadombi SZOT-épület. Az épületet 1997-ben szerezte meg a Globex, Rózsadomb Hotel néven szállodát szerettek volna belőle építeni. Az építkezés elakadt, a szálloda torzója még két évtizedig csúfította a budai hegyoldal látképét.
- Budapest; Szpáhi utcai Globex-ház; elkészült, lakásait értékesítették
- Haller utcai piac; A Globex a felújítás alatt álló piac bajba került kivitelezője helyére ugrott be, majd hirdetményeiben sajátjaként hivatkozott a létesítményre.